# Bembidion teres
Bembidion teres är en skalbaggsart som först beskrevs av Blackburn 1881.  Bembidion teres ingår i släktet Bembidion och familjen jordlöpare. Inga underarter finns listade i Catalogue of Life.